# Ivan Grobelnik
Ivan Grobelnik – Ivo, slovenski partizan in gospodarstvenik, * 17. oktober 1920, Arja vas, † 9. junij 2022, Celje.
Grobelnik je bil med NOB aktiven partizan. Leta 1944 je sodeloval pri osvobajanju Zgodrnje Savinjske doline kot borec Zidanškove brigade. Poleg celjskih terenskin aktivistov Osvobodilne fronte Rika Presingerja – Žarka, Dominika Lebiča – Borisa, Jožeta Gabra – Brusa, Jožeta Zelinke – Očka in Martina Klančišarja – Nandeta je ob pomoči paznika Ivana Grada v noči na 15. december 1944 ob 2-h zjutraj v nemških uniformah pomagal vdreti v celjski zapor Stari pisker in osvoboditi zapornike. Po podatkih iz nemških dokumentov bi naj tedaj gotove smrti rešili najmanj 127 zapornikov. To je bila ena najodmevnejših akcij na Štajerskem in velja za največjo in najodmevnejšo akcijo odporniškega gibanja, izvedeno v obdobju okupacije in nemške zasedbe Celja. O akciji je že naslednji dan poročal tudi Radio London (tedanji BBC Overseas Service in sedanji BBC World Service). Nekatere so ponovno ujeli in zaprli, tako da je ostalo osvobojenih 92 zapornikov.
Po vojni je vodil gostinske obrate v Celju, delal v Perutnini Ptuj, bil zastopnik Kandita v Sloveniji in gospodarstvenik v Kolinski. Zelo aktiven je bil v številnih društvih in v Rdečem križu. Svoje življenje in spomine je predstavil v intervjuju na TV Slovenija ter v svojih knjigah Stari pisker, resnica in laži in Harmonika, škarje in Stari pisker.

## Priznanja

### Odlikovanja in nagrade
Leta 2004 je od tedanjega predsednika države Janeza Drnovška prejel zlati častni znak svobode Republike Slovenije z naslednjo utemeljitvijo: »za pogumno dejanje s soborci pri osvoboditvi zaprtih iz Starega piskra in zasluge v boju proti nacifašizmu«.
Mestna občina Celje muje leta 2007 podelila srebrni celjski grb.
Celjski mestni svet ga je leta 2019 na predlog LO Levice Celje »za junaška dejanja v času narodnoosvobodilnega boja, širjenje domoljubja in pravičnosti« imenoval za častnega meščana Celja.